# Кайес
Кайес (на френски: Kayes), също Кайи (бамбара) и Хаайи (сонинке) е град в западната част на Мали, разположен на река Сенегал. Намира се на около 510 километра от столицата Бамако и е административен център на едноименния регион. Кайес е едно от най-горещите населени места в Африка със средна дневна температура от около 35 градуса, а през април и май стойностите достигат средно 46 градуса.
Кайес има собствени летище и поща, и е разположен в най-богатата на злато и желязо част от Мали. По-голямата част от жителите му имат достъп до телефонни линии и електричество. Местни забележителности са крепостта Фор дю Медин и водопадът Фелу (на 4 км от града).